# Pardalote à point jaune
Pardalotus striatus
Espèce
Statut de conservation UICN

 LC  : Préoccupation mineure
Le Pardalote à point jaune (Pardalotus striatus) est une espèce de passereaux vivant en Australie.

## Systématique

### Sous-espèces
D'après le Congrès ornithologique international, cette espèce est constituée des six sous-espèces suivantes :
- Pardalotus striatus uropygialis Gould, 1840 ;
- Pardalotus striatus melvillensis Mathews, 1912 ;
- Pardalotus striatus melanocephalus Gould, 1838 ;
- Pardalotus striatus ornatus Temminck, 1826 – Pardalote orné[2] ;
- Pardalotus striatus substriatus Mathews, 1912 ;
- Pardalotus striatus striatus  (Gmelin, JF, 1789).

## Comportement
- Chant du pardalote à point jaune

## Galerie

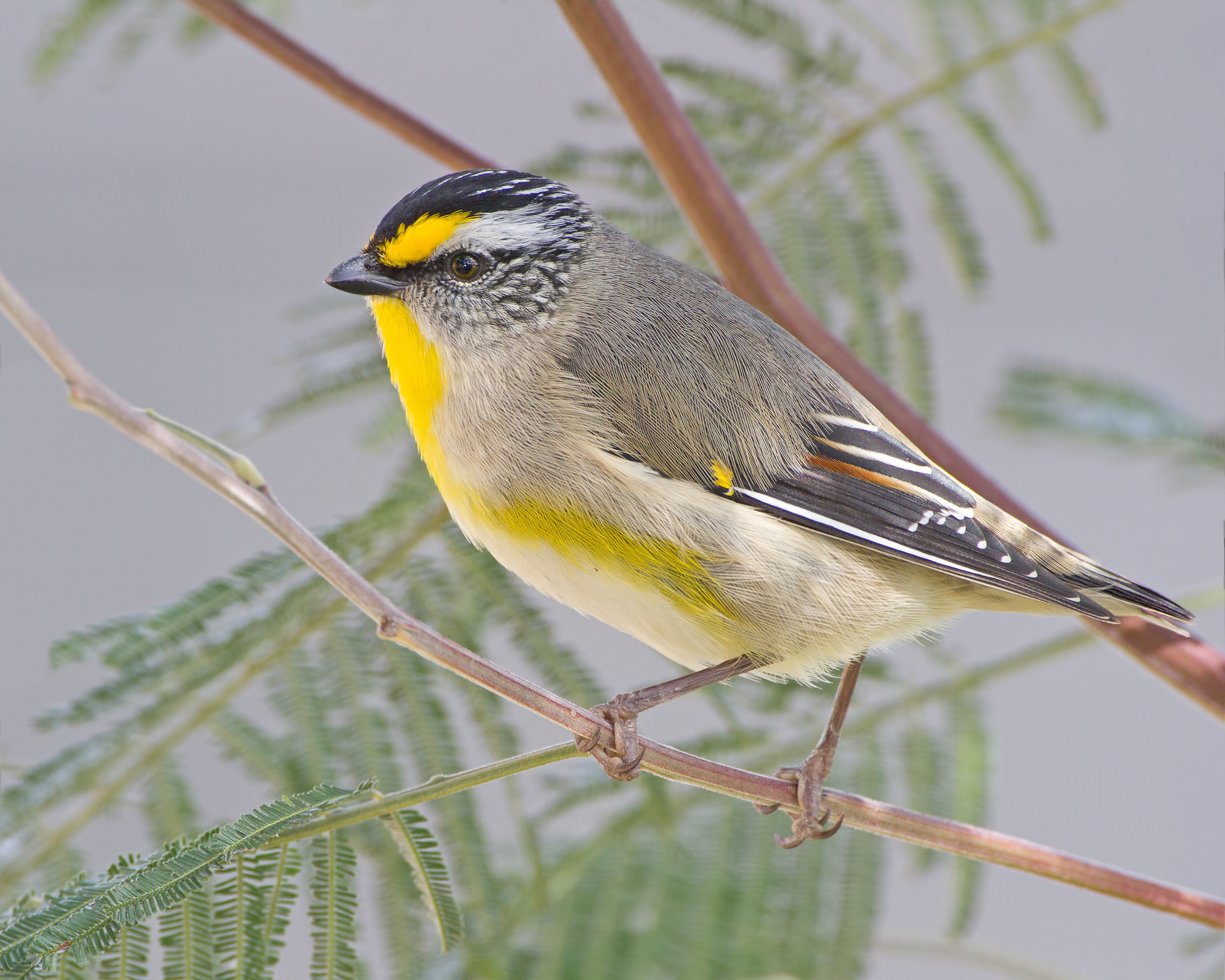
Sous-espèce avec le point jaune sur l'aile
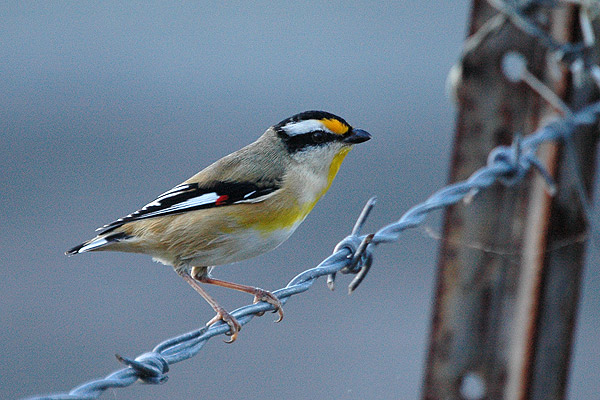
Sous-espèce à tête noire d'un pardalote à point jaune près de Brisbane (Australie)
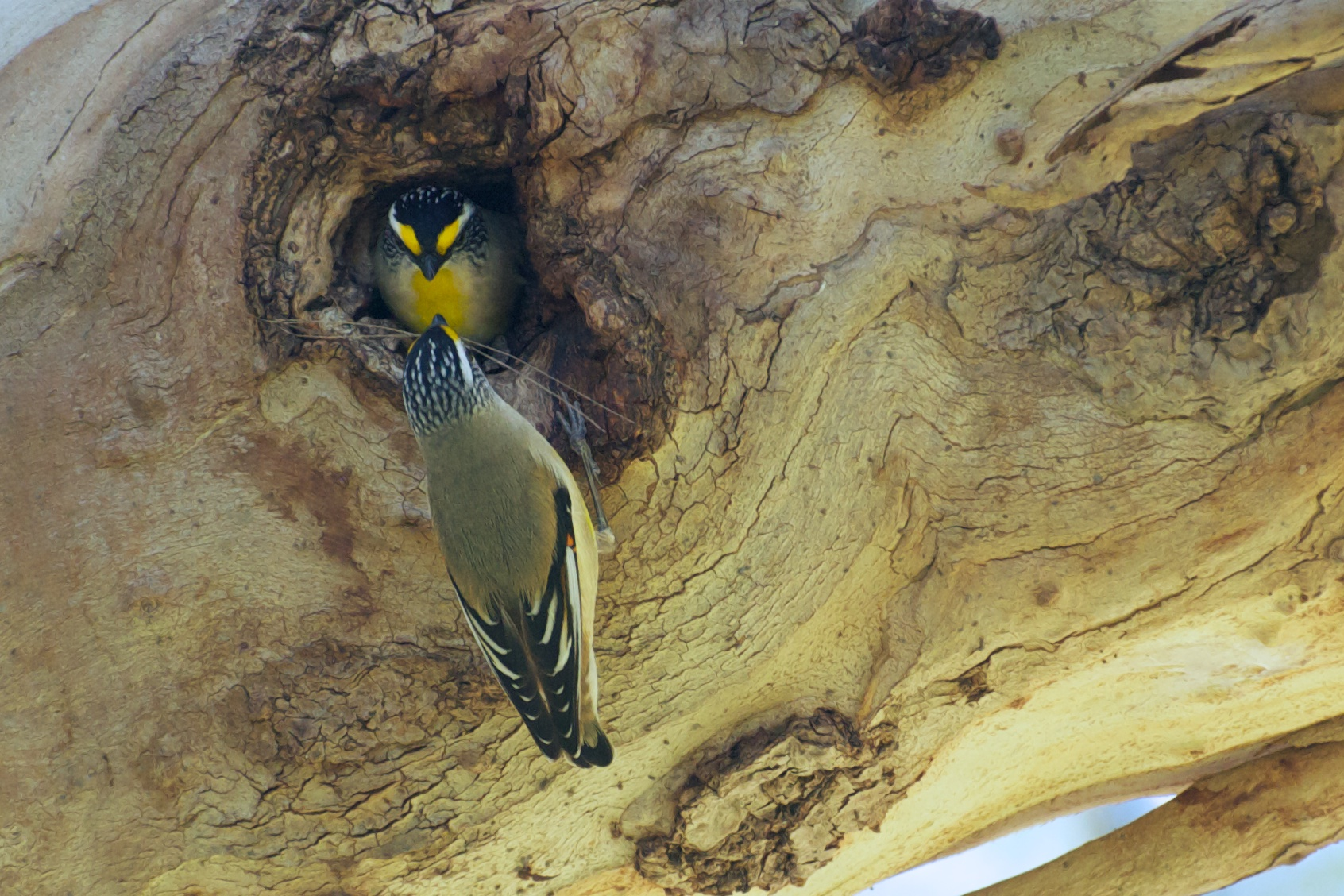
Pardalote à point jaune construisant un nid - Redcliffe, Perth (Australie-Occidentale)
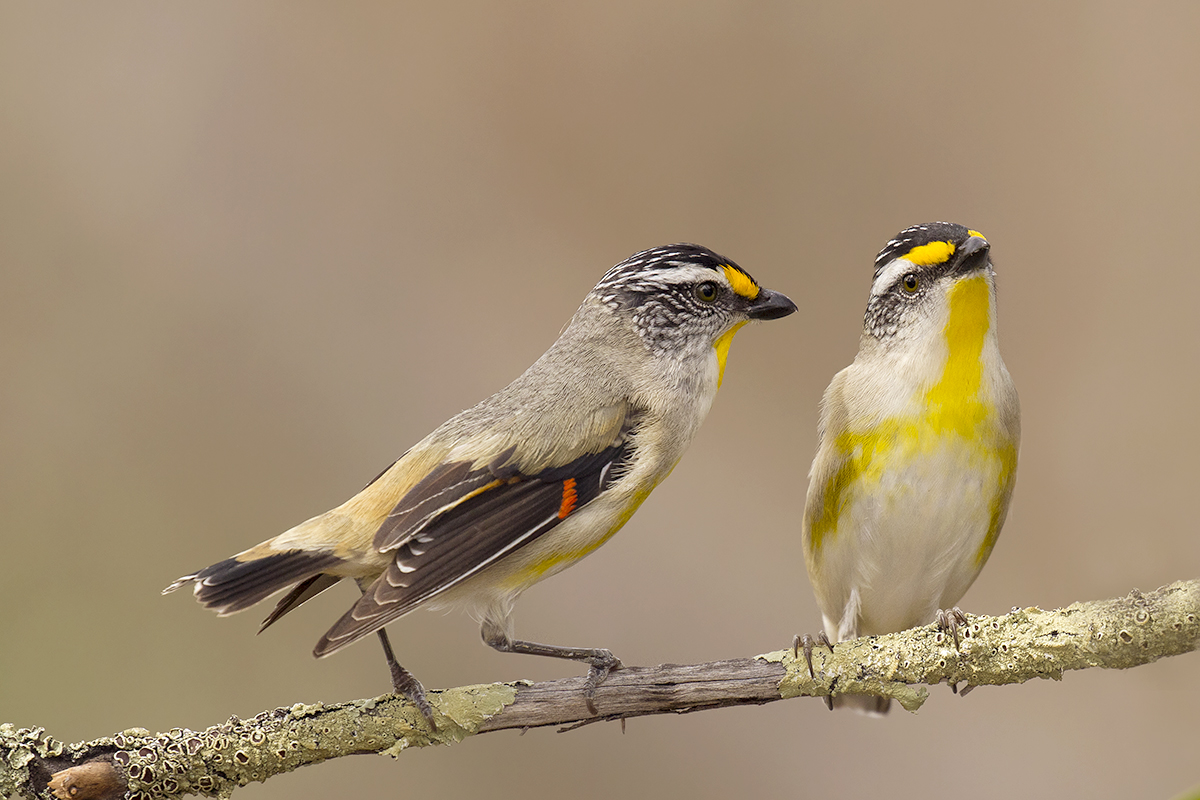

- Rush Creek, Queensland (Australie)
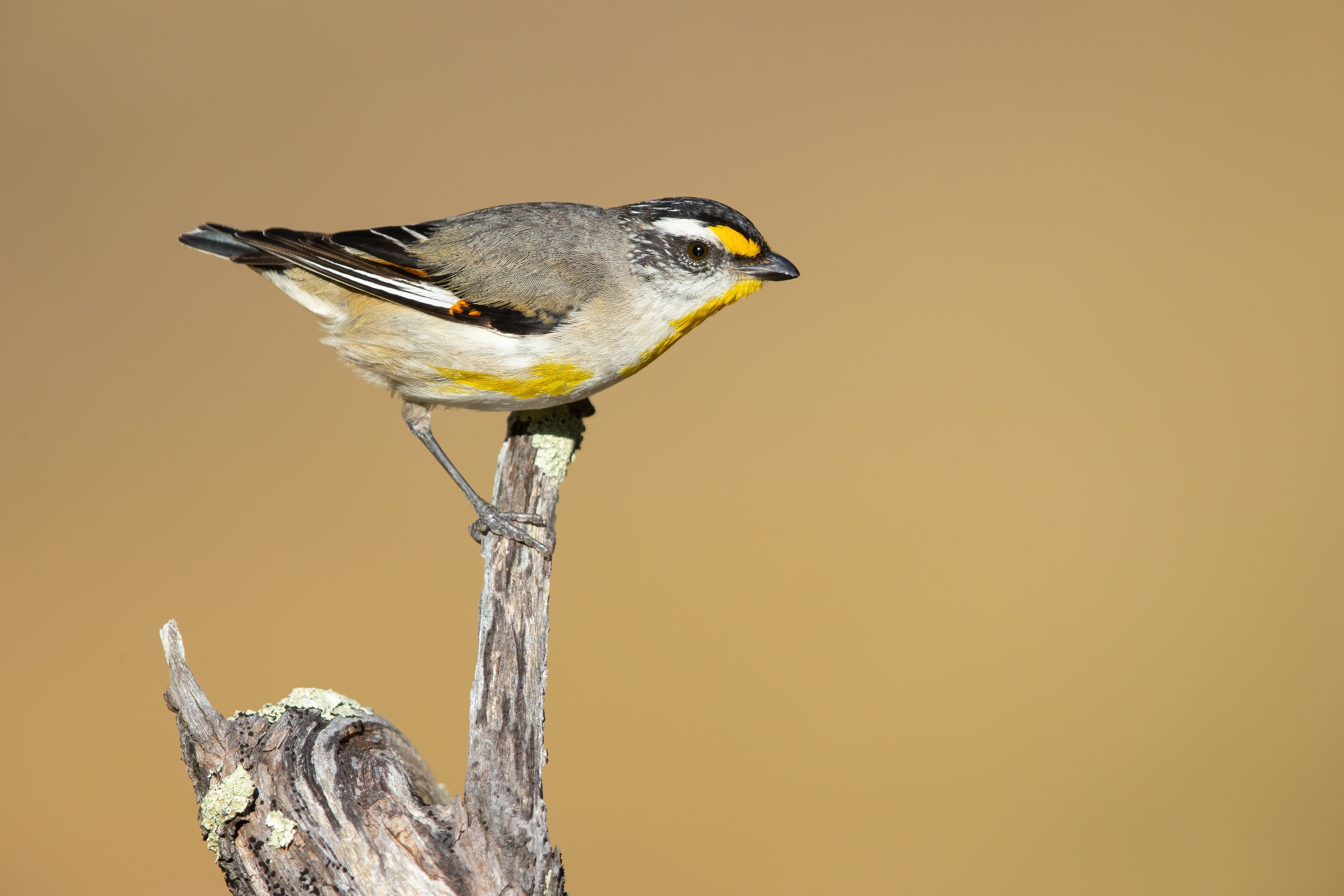
Une pardalote ornée, des pardalote à point jaune, ou bien une Pardalotus striatus ornatus, des Pardalotus striatus. Décembre 2021.